# Ацетиленид калия
Ацетиленид калия — химическое соединение,
однозамещённый ацетилид калия с формулой KHC2,
бесцветные (белые) кристаллы.

## Получение
- Пропускание ацетилена через раствор калия в аммиаке:

{\displaystyle {\mathsf {2K+2C_{2}H_{2}\ {\xrightarrow {-40^{o}C}}\ 2KHC_{2}+H_{2}\uparrow }}}

## Физические свойства
Ацетиленид калия образует бесцветные (белые) кристаллы
тетрагональной сингонии,
параметры ячейки a = 0,428 нм, c = 0,842 нм, Z = 2.
С водой реагирует со взрывом.